# Wolfgang Hantel-Quitmann
Wolfgang Hantel-Quitmann (* 1950 in Dortmund) ist ein deutscher Psychologe und Professor für Klinische und Familienpsychologie an der Hochschule für Angewandte Wissenschaften Hamburg.

## Leben
Hantel-Quitmann wuchs in einfachen Verhältnissen in Dortmund auf. Er besuchte die Realschule und machte das Abitur auf dem zweiten Bildungsweg. Ab 1970 studierte er Psychologie, Politologie und Publizistik an der Freien Universität Berlin. Seit 1974 sammelte er erste Berufserfahrungen als Psychologe in der sozialen Rehabilitation psychiatrischer Patienten in Berlin für Einzelbetreuung und Gruppenarbeit. Er arbeitete mehrere Jahre im Auswahlreferat des Deutschen Entwicklungsdienstes (DED) (heute GIZ) in der Eignungsdiagnostik und Personalauswahl.
1981 promovierte er im Fach Psychologie zur Psychologie in der Rehabilitation Behinderter an der FU Berlin. Im Jahre 1982 wurde er Professor für Klinische Psychologie an der HAW-Hamburg. In den 1980er Jahren machte er eine Ausbildung zum Paar- und Familientherapeuten bei Virginia Satir und Martin Kirschenbaum.
Seit 1989 ist Hantel-Quitmann Leiter der Weiterbildung in Paar- und Familienberatung und -therapie an der HAW-Hamburg. 1992 folgte eine weitere Berufung auf eine Professur für Familienpsychologie an der HAW.
Seit 1977 ist er mit der Ärztin und Psychologin Susanne Quitmann verheiratet, die als Medizinische Psychotherapeutin und Paartherapeutin in der Reproduktionsmedizin arbeitet. Zusammen haben sie vier Kinder.

## Engagement
Hantel-Quitmann ist Mitglied im Editorial Board der Zeitschrift Familiendynamik. Er ist Mitglied im Kuratorium des Internationalen Bundes für Hamburg und Schleswig-Holstein und im Oxford Symposium in School-Based Family Counseling at Brasenose Co.

## Publikationen
Neben  Einzelveröffentlichungen und Vorträgen veröffentlichte Hantel-Quitmann Bücher zu folgenden Themen:
- Fachbücher zur Familienpsychologie und Familientherapie Beziehungsweise Familie, (Band 1–4, Freiburg 1996–99),
- Der globalisierte Mensch. Gießen 2004
- Liebesaffären – zur Psychologie leidenschaftlicher Beziehungen. Gießen 2005
- Die Liebe, der Alltag und ich – Partnerschaft zwischen Wunsch und Wirklichkeit. Freiburg 2006
- Der Geheimplan der Liebe – zur Psychologie der Partnerwahl. Freiburg 2007
- Die Masken der Paare. Und welche Gefühle sie verbergen. Freiburg 2008
- Sehnsucht – Das unstillbare Gefühl. Stuttgart 2011
- Basiswissen Familienpsychologie. Klett-Cotta, 2013, ISBN 9783608947267

| Personendaten    | Personendaten                            |
| ---------------- | ---------------------------------------- |
| NAME             | Hantel-Quitmann, Wolfgang                |
| KURZBESCHREIBUNG | deutscher Psychologe und Hochschullehrer |
| GEBURTSDATUM     | 1950                                     |
| GEBURTSORT       | Dortmund                                 |